# František Moravec (parasitologiste)
Pour les articles homonymes, voir František Moravec.
František Moravec (né en 1939), dit Frank, est un parasitologiste tchèque spécialiste des nématodes.

## Biographie
Moravec nait le 1er janvier 1939 à Velká Bystřice. Il fait son enseignement secondaire à Olomouc puis ses études supérieures à Brno, dans la faculté d'histoire naturelle de l'université Masaryk. Pour son travail de maîtrise qu'il finit en 1962, il étudie les vers parasites de reptiles de Tchécoslovaquie. Diplômé, il s'associe à l'Institut de Parasitologie de l'actuelle Académie tchèque des sciences (alors encore tchécoslovaque), situé à České Budějovice, et défend en 1970 sa thèse dédiée aux nématodes parasitant les poissons. Il s'intéresse aux aspects taxinomiques, morphologiques, biologiques et écologiques des nématodes, domaine où il fait autorité mondialement.

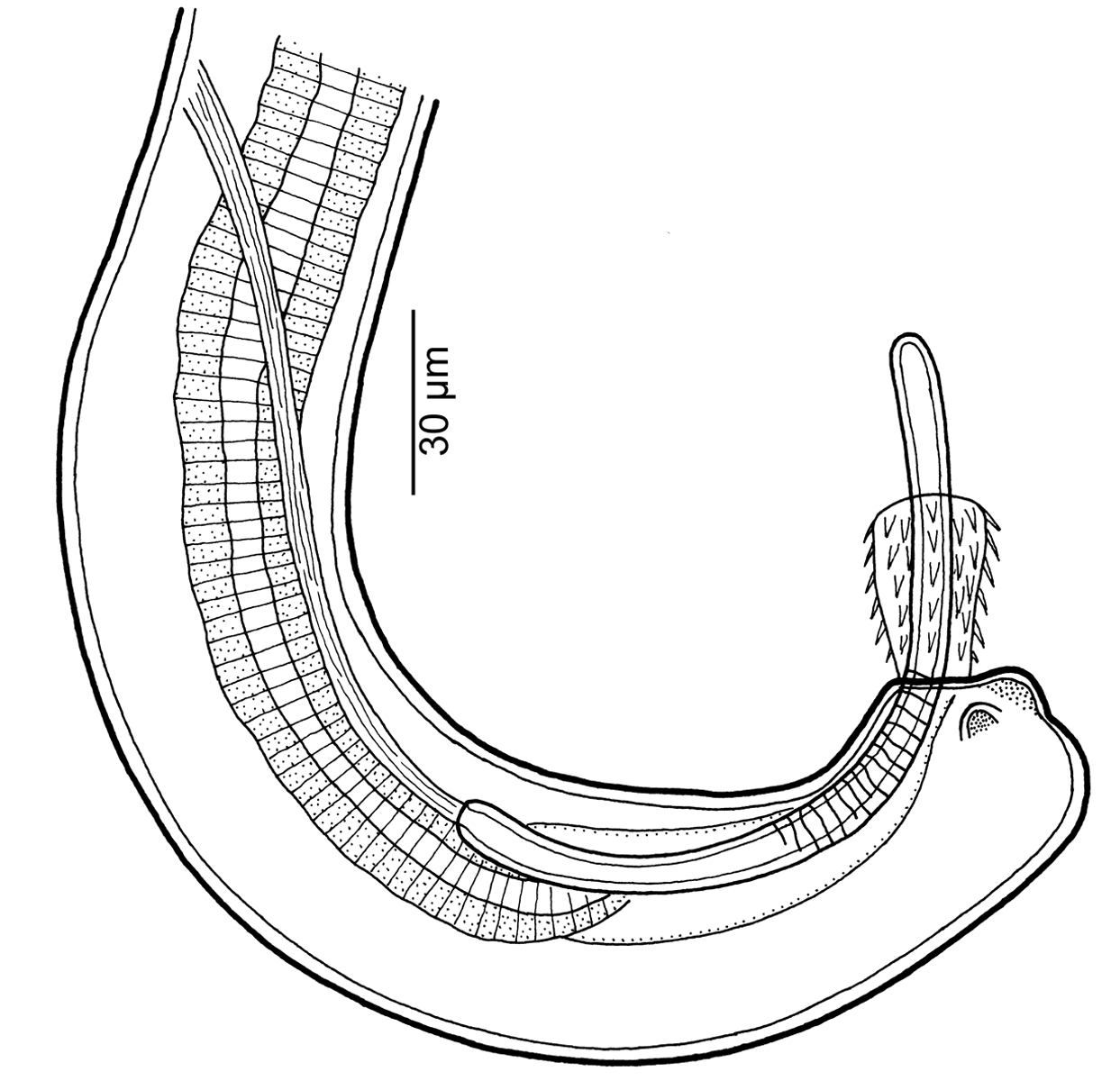
Un exemple d'espèce décrite et dessinée par František Moravec, le nématode Capillaria plectropomi.

Parmi les travaux les plus importants de Moravec, Tomáš Scholz relève en 1996 la révision des genres Rhabdochona et Anguillicola, mais aussi sa révision de la famille des Capillariidae, famille à l'histoire systématique agitée, pour laquelle Moravec propose l'éclatement du taxon poubelle (« fourre-tout » taxonomique) Capillaria et le réarrangement en 14 genres fondés sur des critères morphologiques fiables. En 2001, Moravec propose une nouvelle révision, avec 22 genres de Capillariidae. En 1994, Moravec publie un ouvrage de près de 500 pages, Parasitic nematodes of freshwater fishes of Europe, considéré comme une « contribution significative » à l'étude des parasites de poissons,.
En 1996, Scholz rapporte que Moravec a publié près de 270 travaux. Moravec est décrit comme investi et efficace dans sa recherche. Il est récipiendaire de plusieurs prix, et fait partie du comité éditorial de plusieurs journaux scientifiques comme Folia Parasitologica, Helminthologia, Acta Societatis Zoologicae Bohemicae, Acta Parasitologica et Parasite. En 2015, il a publié au moins 350 ouvrages scientifiques, dont onze livres.

## Taxons dédiés

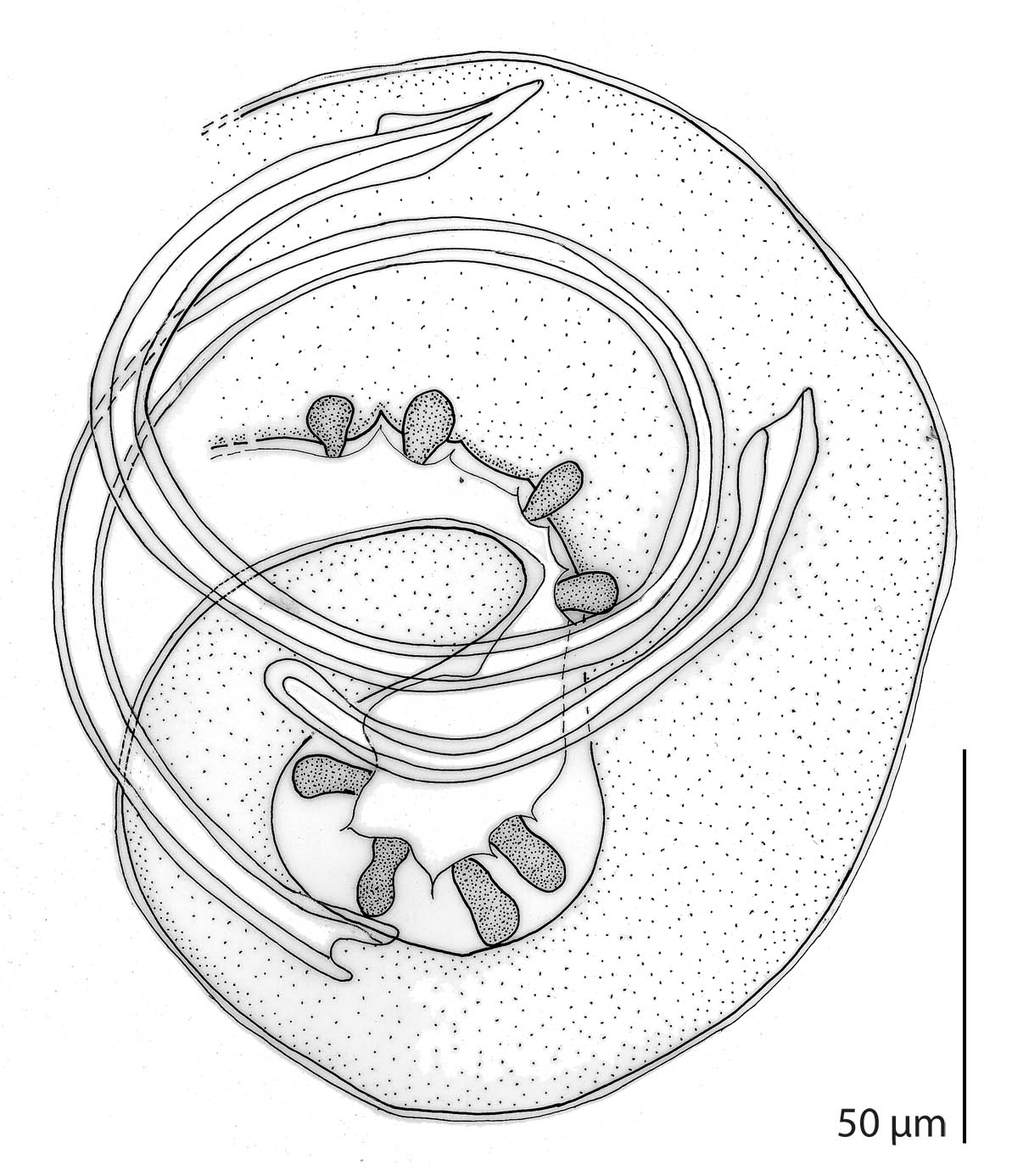
Moravecnema segonzaci, un nématode dont le nom de genre est dédié à František Moravec.

De nombreux taxons de parasites ont été nommés en l'honneur de František Moravec par les parasitologistes de tous pays, en particulier deux genres de Nématodes, Moravecia Ribu & Lester, 2004 et Moravecnema Justine, Cassone & Petter, 2002, et des espèces de Nématodes comme Aonchotheca moraveci Esteban, Mas-Coma, Oltra-Ferrero & Botella, 1991, Camallanus moraveci Petter, Cassone & France, 1974, Dichelyne moraveci Petter, 1995, Freitascapillaria moraveci Caspeta-Mandujano, Salgado-Maldonado & Vazquez, 2009, Huffmanela moraveci Carballo & Navone, 2007, Oswaldocruzia moraveci Ben Slimane & Durette-Desset, 1995, Philometroides moraveci Vismanis & Yunchis, 1994, Pseudocapillaria moraveci Iglesias, Centeno, Garcia & Garcia-Estevez, 2013, Pterothominx moraveci Baruš, Kajerová & Koubková, 2005, Royandersonia moraveci (Anderson & Lim, 1996), Spinitectus moraveci Boomker & Puylaert, 1994, Goezia moraveci De & Dey, 1992  et Raphidascaroides moraveci Pereira, Tavares, Scholz & Luque, 2015 , des espèces de monogènes comme Gyrodactylus moraveci Ergens, 1979 et Kritskyia moraveci Kohn, 1990, et de digènes comme Homalometron moraveci Bray, Justine & Cribb, 2007.

## Publications majeures
Onze livres :
- (en) František Moravec, Reconstruction of the nematode genus Rhabdochona Railliet, 1916 with a review of the species parasitic in fishes of Europe and Asia. Studie ČSAV, Prague, Academia, 1975, 104 p.
- (cs) František Moravec, Obecné aspekty bionomie parazitických hlístic (Nematoda) sladkovodních ryb. [General aspects of the bionomy of nematodes parasitizing freshwater fishes.] Studie ČSAV, Prague, Academia, 1984, 114 p.
- (en) František Moravec, Revision of capillariid nematodes (subfamily Capillariinae) parasitic in fishes. Studie ČSAV, Prague, Academia, 1987, 141 p.
- (en) František Moravec, Parasitic nematodes of freshwater fishes of Europe, Prague et Dordrecht, Boston, Londres, Academia and Kluwer Acad. Publishers, 1994, 473 p.
- (en) František Moravec, R. Konečný, F. Baska, M. Rydlo, T. Scholz, K. Molnár et F. Schiemer, Endohelminth fauna of barbel, Barbus barbus (L.), under ecological conditions of the Danube basin in Central Europe. Studie AV ČR No. 3, Prague, Academia, 1997, 96 p.
- (en) František Moravec, Nematodes of freshwater fishes of the Neotropical Region, Prague, Academia, 1998, 464 p.
- (en) František Moravec, Trichinelloid Nematodes parasitic in cold-blooded vertebrates, Prague, Academia, 2001, 429 p. (ISBN 80-200-0805-5)
- (en) František Moravec, Checklist of the metazoan parasites of fishes of the Czech Republic and the Slovak Republic, Prague, Academia, 2001, 168 p.
- (en) František Moravec, Metazoan parasites of salmonid fishes of Europe, Prague, Academia, 2004, 510 p.
- (en) František Moravec, Dracunculoid and anguillicoloid nematodes parasitic in vertebrates, Prague, Academia, 2006, 634 p.
- (en) František Moravec, Parasitic nematodes of freshwater fishes of Europe. Revised second Edition, Prague, Academia, 2013, 601 p.